# Bollhusdebatten
Ej att förväxla med Bollhusmötet, ett av de möten som hölls under debatten.
Bollhusdebatten, betecknar idag den debatt som utlöstes i Sverige 1939 i frågan om att erbjuda arbetstillstånd till tio judiska läkare från Tyskland.

## Bakgrund
Den 9 februari 1939 skickade Kommittén för landsflyktiga intellektuella en begäran till Läkarförbundet om att tio asylsökande judiska specialister skulle väljas ut för att få arbetstillstånd. Detta föranledde protestmöten vid flera av landets universitet.

## Möten
- Bollhusmötet vid Uppsala universitet den 17 februari 1939
- Karolinska institutet 1939[1]
- Kårmötet vid Lunds universitet i mars 1939[2]